# Glentramman

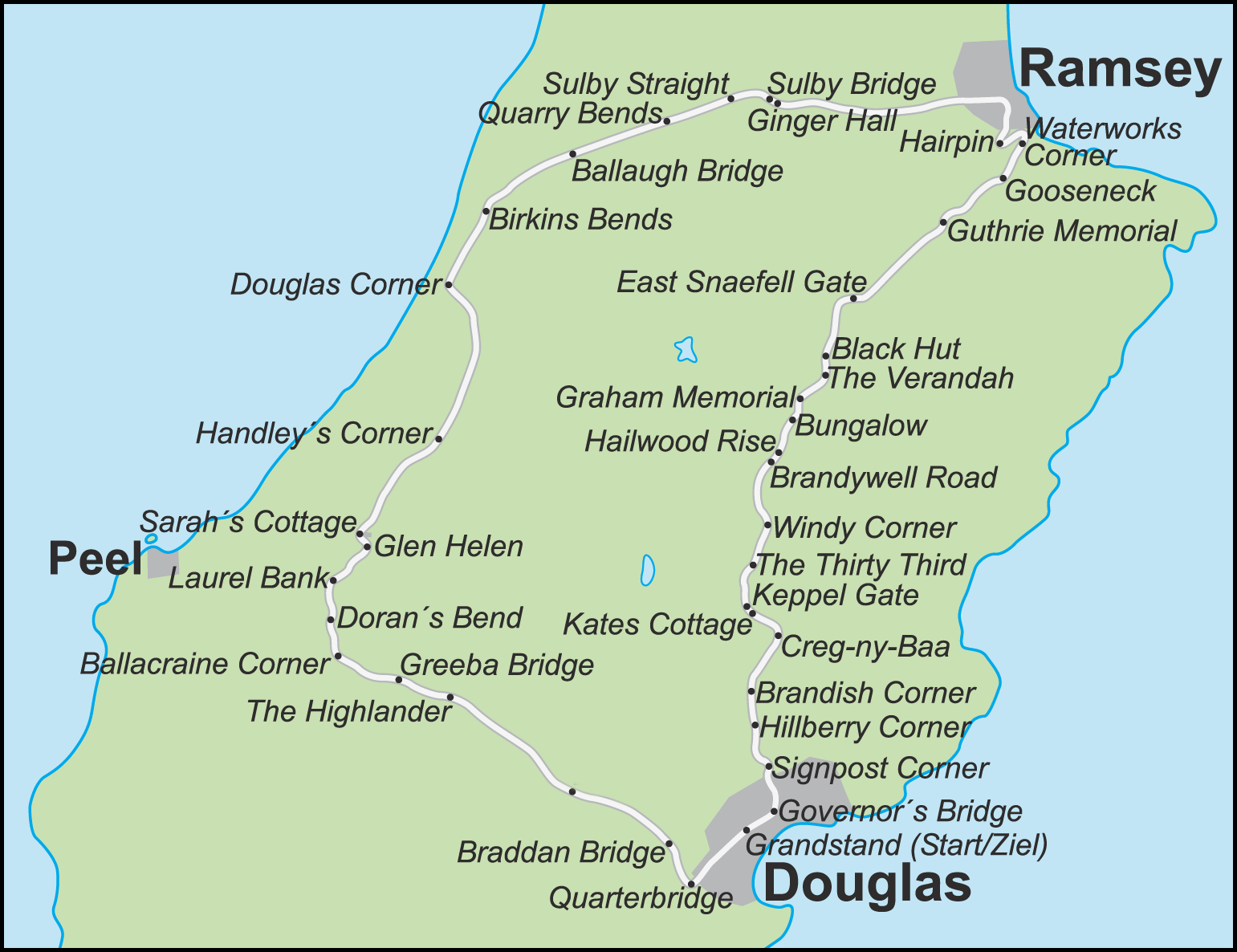
In de Mountain Course ligt Glentramman in het noorden, tussen Ginger Hall en Ramsey.

Glentramman (Manx: dal van de vlier) is een markant punt op het eiland Man. Het ligt langs de A3 Castletown - Ramsey in de civil parish Lezayre.
Glentramman wordt gedomineerd door de dubbele oprijlanen van "Glentramman Abbey", tegenwoordig in gebruik als hotel, en loopt tot aan de zijweg naar Garey Ford.

## Isle of Man TT en Manx Grand Prix
Glentramman ligt langs de Snaefell Mountain Course, het stratencircuit dat gebruikt wordt voor de Isle of Man TT en de Manx Grand Prix. Glentramman maakte ook al deel uit van de Four Inch Course die van 1908 tot 1922 werd gebruikt voor de RAC Tourist Trophy.

### Circuitverloop
Na Glen Duff maakt de weg een flauwe bocht naar links en daar begint de felle verkanting op de linker weghelft al. Op dit stuk hebben de coureurs daar alleen maar voordeel van, maar zodra ze het waarschuwingsbord van Glentramman passeren volgt een bocht naar rechts waar ze aan de rechterkant moeten blijven om te voorkomen dat de verkanting hen naar het trottoir drijft. Bovendien staat er in de buitenbocht een hoge muur waar dat trottoir langs loopt. Het asfalt zelf is vlakker dan bij Glen Duff, en daarom vinden sommige coureurs het prettiger om te rijden. Voor de zijspanrijders, die een beperkte veerweg hebben, blijft het zwaar, zoals Dave Molyneux beschreef: "De stoten komen via je polsen en je armen op je borst en door je hele lijf. Je hebt pijn". Het is voor de zijspannen ook moeilijker dan voor solorijders, want terwijl Molyneux twee keer terugschakelde voor de bochten vertelde solorijder Nick Jefferies over het plezier dat hij ondervond bij Glentramman, waar hij op het achterwiel in reed.

#### Temple Corner (Water Through Corner)
De tweede bocht van Glentramman gaat naar links en werd van oudsher door de lokale bevolking Water Through Corner genoemd. De bocht is scherper dan de eerste, en bovendien is de nadering enigszins helling af. Na de dood van Jimmy Temple in 1925 noemden de coureurs het Temple Corner, maar de naam werd door de TT-organisatie nooit officieel geadopteerd en raakte uiteindelijk in onbruik. Jimmy Temple verongelukte in deze bocht en werd uiteindelijk nog geen 150 meter van de plaats van zijn ongeluk begraven, op het kerkhof van Lezayre Church.
Het hele stuk bij Glentramman is een soort tunnel onder bomen door, en daarom is het vaak nog vochtig als de rest van het circuit na een bui al is opgedroogd. Toen Mike Hailwood in 1959 in Temple Corner viel was het ook nat, maar dat was tijdens een flinke bui waarbij de hele baan nat was.

## Gebeurtenissen bij Glentramman
- Op 31 augustus 1925 verongelukte Jimmy Temple met een Norton tijdens de training voor de Manx Amateur Road Races.
- Op 14 juni 1933 verongelukte Frank Longman met een Excelsior tijdens de Lightweight TT.
- Op 10 juni 1961 verongelukte Michael Brookes met een Norton Manx tijdens de training voor de Senior TT.
- Op 8 juni 1979 verongelukte Fred Launchbury met een 250cc Maico tijdens de Formula Three TT.
- Op 2 juni 1980 verongelukte Andrew Holme met een Yamaha zijspancombinatie tijdens de Sidecar TT.
- In september 1991 verongelukte Mark Jackson met een Honda CBR 600 F tijdens de Senior Race van de Manx Grand Prix.
- Op 3 september 1992 verongelukte Craig Mason met een 250cc Yamaha tijdens de Junior Race van de Manx Grand Prix.

(Markante punten in cursief zijn onofficiële punten of worden alleen gebruikt binnen Marshal Sectors)
1e mijl:
TT Grandstand ·
Nobles Park ·
St Ninian's Crossroads ·
Bray Hill ·
Ago's Leap ·
Quarterbridge Road ·
1st Milestone ·
2e mijl:
Wal Handley Memorial Seat ·
Quarterbridge ·
Port-y-Chee Meadow ·
Braddan Bridge ·
Jubilee Oak ·
Braddan Bridge House ·
Braddan Depot ·
Snugborough (Cronk Dhoo) ·
2nd Milestone ·
3e mijl:
Union Mills (Mullen Dhoo, Mwyllin Dhoo Aah, Mullin Doway) ·
Railway Inn ·
Ballahutchin Hill (Elm Bank Hill) ·
3rd Milestone ·
4e mijl:
Ballafreer ·
Glenlough ·
Ballagarey Corner ·
Glen Vine (Glen Darragh) ·
Ballabeg ·
4th Milestone ·
5e mijl:
Crosby ·
Crosby Left (Vicarage Corner) ·
Crosby Cross-Roads ·
5th Milestone ·
6e mijl:
Crosby Hill (Ballaglonney Hill of Halfway Hill) ·
Halfway House (The Waggon & Horses) ·
St Trinian's ·
The Highlander ·
Greeba Verandah ·
Pear Tree Cottage ·
Greeba Castle ·
6th Milestone ·
7e mijl:
Appledene (Shimmin's Corner) ·
Central Valley (Greeba Gap) ·
Greeba Bridge ·
The Hawthorn ·
Knock Breck ·
Gorse Lea ·
7th Milestone ·
8e mijl:
Ballagarraghyn ·
Ballacraine ·
Ballaspur ·
Ballig ·
8th Milestone ·
9e mijl:
Ballig Bridge ·
Doran's Bend ·
Laurel Bank ·
9th Milestone ·
10e mijl
Glen Moar Mill ·
Black Dub ·
Quarter-Distance Marker ·
The Vaish ·
Glen Helen (Glen Rhenass) ·
Sarah's Cottage ·
Creg Willey's Hill ·
10th Milestone ·
11e mijl:
Lambfell Beg ·
Lambfell (Moar) Cottage ·
Cronk-y-Voddy (Cronk-y-Voddy Straight) ·
Cronk-y-Voddy Cross Roads ·
Molyneux's ·
Cronk Bane Farm ·
11th Milestone ·
12e mijl:
Drinkwater's Bend ·
Handley's Corner (Cronk-y-Fedjag, Ballamenagh) ·
12th Milestone ·
13e mijl:
McGuinness's (Shoughlaigue Bridge) ·
Ballaskyr ·
Barregarrow Cross Roads (Cronk Aashen) ·
Barregarrow ·
Little Bray ·
Barregarrow Bottom ·
Cammal Farm ·
Cronk Urleigh ·
13th Milestone ·
14e mijl:
Ballalonna Bridge ·
Westwood Corner ·
Ballakinnag ·
14th Milestone ·
15e mijl:
Douglas Road Corner ·
Glen Wyllin Corner ·
The Mitre ·
Dave Saville Memorial Seat ·
Kirk Michael ·
The White House ·
15th Milestone ·
16e mijl:
Birkin's Bend ·
Rhencullen ·
Bishopscourt ·
Bishopscourt Farm Bends ·
Bishopscourt Straight ·
Orrisdale North ·
16th Milestone ·
17e mijl:
Dub Cottage (Bishop's Dub) ·
Alpine Cottage ·
Balla Cobb ·
17th Milestone ·
18e mijl:
Ballaugh Bridge ·
Ballaugh ·
Gwen's ·
Ballacrye Corner ·
Ballacrye ·
18th Milestone ·
19e mijl:
Quarry Bends ·
Ballavolley ·
Wildlife Park ·
Sulby Straight ·
Half-distance Marker ·
19th Milestone ·
20e mijl:
Sulby ·
Sulby Glen Hotel ·
Sulby Crossroads ·
Sulby Bridge ·
20th Milestone ·
21e mijl:
Ginger Hall ·
Kerrowmoar ·
21st Milestone ·
22e mijl:
Glen Duff ·
Glentramman ·
Temple Corner (Water Through Corner) ·
Glentramman Loop Road ·
Churchtown ·
Caravan ·
22nd Milestone ·
23e mijl:
Lezayre War Memorial ·
Ballakillingan ·
Conker Fields ·
K-tree ·
Sky Hill ·
Milntown Cottage (Pinfold Cottage) ·
Milntown Bridge (Glen Auldyn Bridge) ·
Milntown ·
Gardener's Lane ·
23rd Milestone ·
24e mijl:
Lezayre Road ·
School House Corner (Crossags, Russel's Corner) ·
Parliament Square ·
Queen's Pier Road ·
Ramsey Depot ·
Cruickshanks Corner ·
May Hill ·
24th Milestone ·
25e mijl:
Whitegates ·
Stella Maris ·
Ramsey Hairpin ·
Little Gooseneck ·
Water Works Corner ·
Ballure Reservoir ·
Mountain Section ·
Tower Bends ·
25th Milestone ·
26e mijl:
Gooseneck ·
Joey's (26th Milestone) ·
27e mijl:
Guthrie's Memorial ·
The Cutting ·
27th Milestone ·
28e mijl:
Milligan's Bridge ·
Mountain Mile ·
28th Milestone ·
29e mijl:
Three-Quarter distance marker ·
Mountain Box (East Mountain Gate, East Snaefell Gate) ·
29th Milestone ·
30e mijl:
Casey's (Rice's Corner, George's Folly) ·
Black Hut (Stonebreakers Hut, Shepherd's Hut) ·
John Smyth Memorial Shelter ·
Verandah ·
30th Milestone ·
31e mijl:
Bungalow Bridge ·
Stonebridge ·
Les Graham Memorial ·
Bungalow Bends ·
McIntyre Box ·
Murray's Museum ·
Joey Dunlop Memorial ·
The Bungalow ·
31st Milestone ·
32e mijl:
Hailwood's Rise ·
Hailwood's Height ·
Brandywell (West Mountain Gate, Beinn-y-Phott Gate, Bungalow Gate) ·
Duke's (32nd Milestone) ·
33e mijl:
Windy Corner (Nobles Corner) ·
Nobles Park Road ·
Slieu Lhost Quarry ·
Thirty-Third (33rd Milestone) ·
34e mijl:
Keppel Gate (Clarke's Corner) ·
Kate's Cottage (Shepherd's House) ·
34th Milestone ·
35e mijl:
Creg-ny-Baa (the Keppel Hotel) ·
Gob-ny-Geay (Sunny Orchard) ·
35th Milestone ·
36e mijl:
Brandish Corner (Telegraph Hill, O'Donnell's en Upper Hillberry Corner) ·
Hillberry Corner ·
36th Milestone ·
37e mijl:
Glen Dhoo Farm ·
Hillberry Road ·
Cronk-ny-Mona ·
Johnny Watterson's Lane ·
Signpost Corner ·
Bedstead Corner ·
The Nook ·
37th Milestone ·
38e mijl:
Bemahague ·
Governor's Bridge ·
Governor's Dip ·
Glencrutchery Road ·
38th Milestone